# Perasia copiola
Perasia copiola är en fjärilsart som beskrevs av Achille Guenée 1852. Perasia copiola ingår i släktet Perasia och familjen nattflyn. Inga underarter finns listade i Catalogue of Life.